# Kommunistische Partei Vietnams
Die Kommunistische Partei Vietnams (KPV) (französisch Parti communiste vietnamien, vietnamesisch Đảng Cộng sản Việt Nam) ist die einzige legale Partei in Vietnam.

## Geschichte

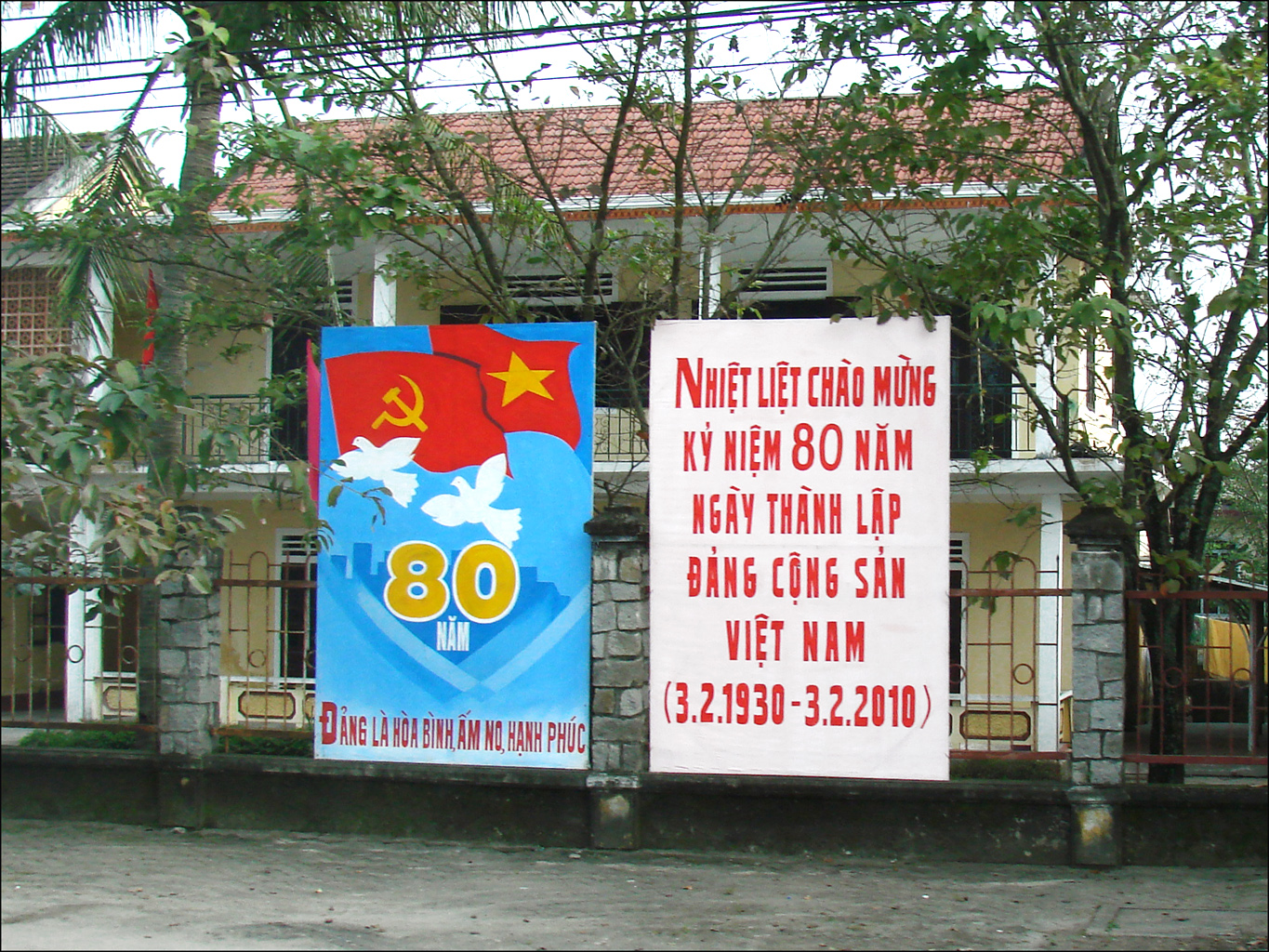
Plakate der Kommunistischen Partei Vietnams 2010 in Hué

1925 baute Ho Chi Minh im Exil in Guangzhou die Gesellschaft der Genossen der revolutionären Jugend auf. Dabei wurde er sowohl von der Komintern als auch der damaligen nationalchinesischen Behörden unterstützt. Am 18. Februar 1930 gründete Ho Chi Minh gemeinsam mit weiteren Kommunisten die Kommunistische Partei Vietnams. Die Gründung der Organisation fand in Hongkong statt, um den Zugriff der französischen Polizei zu vermeiden. Die Partei formierte ihre Kernziele als Überwindung der französischen Kolonialherrschaft und Überwindung des kapitalistischen Systems durch Errichtung eines sozialistischen Staates. Hinsichtlich der Sozialpolitik stellte die Partei den Achtstundentag, die Alphabetisierung der Bevölkerung sowie die Gleichstellung von Mann und Frau in Aussicht. Wirtschaftlich sah das Programm die Abschaffung der hohen kolonialen Steuerlast der Mehrheit der Bauern sowie die Errichtung einer sozialistischen Wirtschaft mit verstaatlichten Banken und Industrieunternehmen vor. Nachbesserungen dieses Programms von 1930 erfolgten wenige Monate später, um die Konformität mit der Komintern sicherzustellen. Im Zuge dessen benannte sich die Partei in Indochinesische Kommunistische Partei um. Trotz dieser Änderungen zogen Ho und seine Partei in der Komintern eine Vernachlässigung der sozialen marxistischen Revolution gegenüber der nationalen Frage der Unabhängigkeit vor. Die Praxis auch kleine und mittlere Landbesitzer in die Partei aufzunehmen wurde ebenso als Mangel an Linientreue bemängelt.
In Teilen der Provinzen Nghệ An und Hà Tĩnh kam es 1930 aufgrund der hohen Steuerlast und drohender Nahrungsmittelknappheit zu rund 100 spontanen Streiks und Protesten von Bauern gegen die Kolonialmacht. In der Folge wurden in zahlreichen Gemeinden Bauernräte, die sog. Nghệ-Tĩnh-Sowjets, gegründet, die unter Führung der Kommunistischen Partei lokale Maßnahmen, wie Landumverteilung, Arbeitszeitverkürzung und Einrichtung von Alphabetisierungsprogrammen, durchführten. Diese Bemühungen waren bis Mitte 1931 in den beiden Provinzen Zentralvietnams so weit erfolgreich, dass 31 Dorfsowjets gegründet wurden. Die Bewegung wurde schließlich durch französische Kolonialtruppen niedergeschlagen. Die Repressionsmaßnahmen forderten mehrere tausend Todesopfer. Rund 9.000 Vietnamesen wurden inhaftiert. Die französische Sicherheitspolizei Sûreté zerschlug den konspirativen Apparat der Partei im Land. 1931 wurde Ho von den britischen Behörden in Hongkong verhaftet, konnte jedoch flüchten. 1932 waren alle Mitglieder des Zentralkomitees sowie alle Leiter der Regionalkomitees entweder inhaftiert oder getötet. Da sich die bürgerlichen Parteien des Landes von den Aufständen distanzierten, gewann die Kommunistische Partei jedoch enorme Popularität unter der Bevölkerung der Kolonie. Nach dem Niedergang der Front populaire und dem damit verbundenen Rechtsruck der französischen Politik kam es zu einer erneuten Verhaftungswelle, bei der rund 2.000 Menschen interniert wurden.
1931 wurde die Kommunistische Partei auf der XI. Tagung des Exekutivkomitees der Kommunistischen Internationalen als selbständige Sektion in die Komintern aufgenommen. In Rücksprache mit der Komintern wurde die Partei nach der Niederschlagung der Sowjetbewegung im Land aus dem Ausland geführt. Ab 1934 wurde die Partei von einem Weisungskomitee von Südchina aus geführt. Der I. Parteitag der KP Indochinas fand im Jahre 1935 in Macau statt. Unter dem Vorsitz von Ha Huy Tap bekräftigte die Partei ihre Doktrin der Fortführung des Klassenkampfes. Auf Weisung Moskaus wechselte die KPI ihre Strategie während der Volksfrontzeit und agierte mit einer legalen Frontorganisation mit dem Ziel Allianzen mit anderen politischen Gruppierungen zu bilden.
1941 wurde auf Initiative der KP Indochinas die Viet Minh gegründet.
1945 im Zuge der Augustrevolution, bei der die Viet Minh kurzzeitig die Kontrolle über Vietnam von den japanischen Besatzungstruppen übernahm und Ho eine souveräne Regierung in Hanoi ausrief, löste sich die Partei im November selbst auf. Sie operierte jedoch mindestens auf Distriktebene unverändert weiter. Dieser taktische Schritt war der Versuch, den nichtkommunistischen Kräften die Furcht vor dem politischen Allmachtsanspruch der Partei zu nehmen. Bei Josef Stalin löste die Selbstauflösung Zweifel an der ideologischen Linientreue der Führung der Partei um Ho aus und verschlechterte das Klima zwischen den vietnamesischen Kommunisten und der Sowjetunion.
Auf dem II. Parteitag im Jahre 1951, auf dem die KP Indochinas in Partei der Werktätigen Vietnams (PdWV) (vietnamesisch Đảng Lao động Việt Nam) umbenannt wurde, stellte sich die Partei folgende hauptsächliche Aufgaben:
1. Den Widerstandskampf gegen die französischen Kolonialisten bis zum endgültigen Sieg zu führen
2. Die PdWV zu organisieren[11]

Im Nordvietnam war die PdWV die Führungskraft.
Im September 1960 wurde der III. Parteitag der PdWV einberufen.
- Die Diktatur des Proletariats sollte weiter gefestigt,
- die Zusammenarbeit mit den sozialistischen Bruderländern vertieft und
- drei Revolutionen (die der Produktionsverhältnisse, die wissenschaftlich-technische Revolution und die Kulturrevolution) sowie die
- sozialistische Industrialisierung durchgeführt werden.[12]

Auf dem IV. Parteitag im Jahre 1976, auf dem die PdWV ihren jetzigen Namen erhielt, ging es um
- Fragen der Wiedervereinigung mit (dem 1975 militärisch niedergerungenen) Südvietnam und um die
- Begründung von Sonderbeziehungen mit den beiden Nachbarländern Laos und Kambodscha.[13]

Vertreter des ZK der KPV nahmen an der 11. internen Chinaberatung von Vertretern der ZK mehrerer Kommunistischer Parteien des Ostblocks teil, die vom 11. bis zum 13. Juni 1980 in Mierki (Volksrepublik Polen) stattfand.
Auf dem VI. Parteitag der KPV im Jahre 1986 wurde der Kurs der Erneuerung (vietnamesisch Đổi mới) eingeleitet, der vor allem eine Öffnung der Wirtschaft gegenüber dem Ausland mit sich brachte.
Vom 18.–25. April 2006 fand der X. Parteitag der KPV statt, auf dem eine überarbeitete Fassung des Parteistatuts angenommen wurde.

## Generalsekretäre der KPV
| Name                                      | Beginn der Amtszeit | Ende der Amtszeit  | Porträt |
| ----------------------------------------- | ------------------- | ------------------ | ------- |
| Trần Phú                                  | 27. Oktober 1930    | 6. September 1931  |         |
| Lê Hồng Phong                             | 27. Oktober 1931    | 26. Juli 1936      |         |
| Hà Huy Tập                                | 26. Juli 1936       | 30. März 1938      |         |
| Nguyễn Văn Cừ                             | 30. März 1938       | 9. November 1940   |         |
| Trường Chinh                              | Mai 1941            | 24. September 1956 |         |
| Hồ Chí Minh                               | 24. September 1956  | 10. September 1960 |         |
| Lê Duẩn                                   | 10. September 1960  | 10. Juli 1986      |         |
| Trường Chinh (2. Mal)                     | 14. Juli 1986       | 18. Dezember 1986  |         |
| Nguyễn Văn Linh                           | 18. Dezember 1986   | 28. Juni 1991      |         |
| Đỗ Mười                                   | 28. Juni 1991       | 26. Dezember 1997  |         |
| Lê Khả Phiêu                              | 26. Juni 1997       | 22. April 2001     |         |
| Nông Đức Mạnh                             | 22. April 2001      | 19. Januar 2011    |         |
| Nguyễn Phú Trọng                          | 19. Januar 2011     | 19. Juli 2024      |         |
| Tô Lâm (bis 3. August 2024 kommissarisch) | 19. Juli 2024       | amtierend          |         |

## Leitende Organe der KPV
Die Kommunistische Partei Vietnams führt innerhalb eines Blockparteiensystems die front nationale, die Front de la Patrie du Viêt Nam.

### Zentralkomitee
Dem Zentralkomitee, dessen Mitglieder am 26. Januar 2016 auf dem 12. Parteitag gewählt wurden, gehören 180 Vollmitglieder und 20 Kandidaten an. Die Kandidaten nehmen an Tagungen des ZK mit beratender Stimme teil.
Hauptaufgabe des Zentralkomitees ist die Umsetzung der Parteitagsbeschlüsse über das Sekretariat der Partei und verschiedene Ausschüsse. Außerdem wählt das Zentralkomitee die Mitglieder des Politbüros, den Generalsekretär der Partei, das dazugehörige Parteisekretariat und die Parteikommission für Inspektion. Das Zentralkomitee trifft sich mindestens zweimal jährlich.

### Politbüro der KPV
Dem Politbüro gehören vierzehn Personen an.
- Tô Lâm
- Le Hong Anh
- Nguyễn Tấn Dũng (Ministerpräsident der SRV)
- Nguyễn Minh Triết (Präsident der SRV)
- Truong Tan Sang (Vorsitzender des Wirtschaftsausschusses des ZK)
- Nguyen Phu Trong (Vorsitzender des Parteiausschusses von Hanoi)
- Phạm Gia Khiêm (Vizeministerpräsident und Außenminister der SRV)
- Phùng Quang Thanh (Verteidigungsminister der SRV)
- Truong Vinh Trong (Vorsitzender des Innenausschusses des ZK)
- Le Thanh Hai (Vorsitzender des Parteiausschusses von Ho-Chi-Minh-Stadt)
- Nguyen Sinh Hung (Finanzminister der SRV)
- Nguyen Van Chi (Vorsitzender des Kontrollausschusses des ZK)
- Ho Duc Viet (Vorsitzender des Ausschusses für Wissenschaft und Technologie in der Nationalversammlung der SRV)
- Pham Quang Nghi (Minister für Kultur und Information der SRV)

### Sekretariat des ZK
Dem Sekretariat des Zentralkomitees gehören acht Personen an.
- Nông Đức Mạnh
- Truong Tan Sang
- Truong Vinh Trong
- Nguyen Van Chi
- Pham Quang Nghi
- Le Van Dung
- Tong Thi Phong
- To Huy Rua

### Zentrale Kontrollkommission
Der Zentralen Kontrollkommission des Zentralkomitees gehören vierzehn Personen an.
- Nguyen Van Chi
- Nguyen Thi Doan
- Tran Van Truyen
- Pham Thi Hai Chuyen
- Tran Hoa
- Pham Chi Hoa
- Pham Thi Hoe
- Le Hong Lien
- Le Van Giang
- Nguyen Van Dam
- Sa Nhu Hoa
- Nguyen Minh Quang
- Bui Van The
- To Quang Thu[13]